# Ягов, Дитрих фон
Дитрих фон Ягов (нем. Dietrich von Jagow; 29 февраля 1882 года, Франкфурт-на-Одере, провинция Бранденбург — 29 апреля 1945 года, Мерано, Италия) — немецкий государственный и политический деятель, дипломат, обергруппенфюрер СА (1933).

## Биография
Участник Первой мировой войны. Служил в ВМФ, командир отряда минных катеров. Закончил войну в звании капитана 2-го ранга. После войны в отставке, активный сторонник нацизма. Участвовал в Капповском путче.
В 1922 году — инспектор СА в Вюртемберге. После запрета СА с 1928 по 1929 год состоит в организации «Стальной шлем». В 1929 году был назначен управляющим делами СА Вюртемберга, затем в 1930 году был назначен командующим 3-й бригадой СА. В 1931 году был руководителем группы СА «Юго-Запад».
После прихода Гитлера к власти в марте 1933 года был назначен имперским и полицейским комиссаром Вюртемберга, а уже с апреля 1933 года — командующим обергруппой СА «5». Одновременно с 1932 года являлся членом Рейхстага и с 1934 года — член Народной Судебной палаты. Так же с июля 1934 года — командующий группой СА «Берлин-Бранденбург».
После начала Второй мировой войны призван в Вермахт, участник оккупации Польши и Франции. Но уже в мае 1941 года направлен в Имперское министерство иностранных дел. Служил посланником в Венгрии, но в 1944 году был отстранён и назначен командующим одним из батальонов «Фольксштурма». С января 1945 года — эмиссар в итальянском Мерано. Видя бесполезность сопротивления и не желая оказаться в плену, покончил жизнь самоубийством в квартире посла Германии в Италии Рудольфа Рана.